# شین سونگ هوان
شین سونگ هوان (کره‌ای: 신승환؛ زادهٔ ۱۲ دسامبر ۱۹۷۸) بازیگر اهل کره جنوبی است. وی از سال ۲۰۰۰ میلادی تاکنون مشغول فعالیت بوده‌است. از فیلم‌ها یا مجموعه‌های تلویزیونی که وی در آنها ایفای نقش کرده‌است می‌توان به مرد تیغه‌ای، بدرخش یا دیوانه شو، شش اژدهای پرنده، دکتر رمانتیک و صدا اشاره کرد.